# هاريسون برايس
هاريسون برايس (بالإنجليزية: Harrison Price)‏ هو اقتصادي أمريكي، ولد في 17 مايو 1921 في أوريغون سيتي في الولايات المتحدة، وتوفي في 15 أغسطس 2010 بسبب فقر الدم.